# Lebbeus comanthi
Lebbeus comanthi is een garnalensoort uit de familie van de Hippolytidae. De wetenschappelijke naam van de soort is voor het eerst geldig gepubliceerd in 1997 door Hayashi & Okuno.